# Goodyera rosea
Goodyera rosea är en orkidéart som först beskrevs av Joseph Marie Henry Alfred Perrier de la Bâthie, och fick sitt nu gällande namn av Paul Ormerod. Goodyera rosea ingår i släktet knärötter, och familjen orkidéer. Inga underarter finns listade i Catalogue of Life.